# Herringer SV
Der Herringer SV (offiziell: Spielverein Herringen von 1922 e.V.) war ein Sportverein aus Hamm. Die erste Fußballmannschaft spielte zwölf Jahre in der höchsten westfälischen Amateurliga.

## Geschichte
Der Verein wurde im Jahre 1922 gegründet und spielte ab 1950 im Glück Auf Stadion, das mit einem Freundschaftsspiel mit dem damals amtierenden deutschen Meister VfR Mannheim eröffnet wurde. Unterstützung beim Bau lieferte die Zeche Heinrich-Robert. Im Jahre 1952 gelang der Aufstieg in die Landesliga, die seinerzeit die höchste westfälische Amateurliga war. Schon zwei Jahre später wurde die Mannschaft Vizemeister hinter dem FC TuRa Bergkamen. Im Jahre 1956 qualifizierte sich die Mannschaft als Tabellendritter für die neu geschaffene Verbandsliga Westfalen, aus der die Herringer prompt absteigen mussten. Der direkte Wiederaufstieg wurde als Vizemeister hinter der TSG Rheda verpasst. Erst 1963 gelang der Wiederaufstieg in die Verbandsliga, wo die Mannschaft in der Saison 1966/67 als Tabellensechster ihren sportlichen Zenit erreichte. 
Im Jahre 1970 folgte der erneute Abstieg in die Landesliga, wo die Mannschaft beinahe in die Bezirksliga durchgereicht worden wäre. Der erneute Aufstieg in die Verbandsliga glückte im Jahre 1976. Zwei Jahre später verpasste die Mannschaft die neu geschaffene Oberliga Westfalen, war aber nach dem Abstieg der Hammer SpVg erstmals die sportliche Nummer eins der Stadt. 1979 stiegen die Herringer jedoch in die Landesliga ab und wurden gleich in die Bezirksliga durchgereicht. Mit einem Punkt Vorsprung auf den SVA Bockum-Hövel gelang der direkte Wiederaufstieg. Von 1981 bis 1983 spielten die Herringer noch einmal in der Landesliga, bevor die Mannschaft 1985 hinunter bis in die Kreisliga A rutschte. Nach einem Bezirksligacomeback in der Zeit von 1987 bis 1989 konnten sich die Herringe ab 1993 wieder fest in der Bezirksliga etablieren. 1997 wurde die Mannschaft Vizemeister hinter dem TSV Victoria Clarholz, ehe 2001 der erneute Abstieg in die Kreisliga A folgte.

## Persönlichkeiten
- Jörg Daniel
- Bernhard Hartmann
- Heinz Michallik

## Nachfolgeverein SV Fortuna Herringen
Im Jahre 2003 fusionierte der Herringer SV mit Fortuna Herringen zum SV Fortuna Herringen. Fusionspartner Fortuna wurde im Jahre 1925 als DJK Fortuna Herringen gegründet. Im Jahre 1990 wurde das Kürzen DJK aus dem Vereinsnamen gestrichen. In der Saison 1990/91 spielte die Fortuna in der Bezirksliga.
Der neue Verein startete in der Kreisliga A und schaffte fünf Jahre später den Aufstieg in die Bezirksliga. Dort wurde der SV Fortuna nach zwei dritten Plätzen im Jahre 2013 Vizemeister hinter dem BSV Menden und scheiterte in der Aufstiegsrunde zur Landesliga im Halbfinale mit 0:2 an Rot-Weiß Deuten. Seit dem Abstieg im Jahre 2015 spielt die Mannschaft in der Kreisliga A. Im Jahre 2024 wurden die Herringer Staffelmeister und wurden nach einem 2:1-Sieg nach Verlängerung über den Kamener SC Kreismeister und stiegen in die Bezirksliga auf.
Mit Fabian Holthaus brachte der Verein einen späteren Profi und Juniorennationalspieler hervor.